# Анінський дацан
Анінський дацан «Гандан Шаддублінг» (бур. Анаагай хийд, Анаагай дасан) — буддійський монастир (дацан), розташований на сході Бурятії на відстані 30 км (автошляхом) на північний схід від Хоринська, та на відстані 5 км від улусу Алан, на правобережжі річки Они (бур. Анаа).
Анінський дацан був центром релігії, освіти, книгодрукування, іконопису, графіки, театрального мистецтва (містерія Цам) на схід від річки Селенги впродовж багатьох років, аж до свого руйнування в 1930-тих роках.

## Історія
Дацан був заснований в 1795 році (засновник — хоринський тайши Дамба-Дуґар Ірінцеєв) наприкінці царювання імператриці Катерини II, бюст якої знаходився на вівтарі Цоґчен-дуґана — вона шанувалася як втілення Білої Тари (Сагаан Дара ехе). У дацані зберігалися 11 родових прапорів хорі-бурятів, вручених Петром I в 1703 році делегації цієї народності.
Після того, як в 1811 році в дацані згоріла дерев'яна будівля Цоґчен-дуґана, замість нього, за участю російських майстрів, було побудовано кам'яну. Дуґан був двоповерховою будівлею з балюстрадою, балконами, гротами та нішами. Перший поверх починався з висоти людського зросту. Замість даху була побудована кам'яна піраміда, висота якої, окрім двоповерхової будівлі, становила (за різними джерелами) від 10 до 15 метрів. Піраміду підтримувало 30 колон.
У 1825 році від Анінського відокремився Егітуйський дацан.
Наприкінці XIX століття в околицях дацану проживало кілька десятків тисяч осіб. Дацан являв собою велике селище, центральну частину якого займав храмово-монастирський комплекс. У ньому знаходилася колосальна кількість субурганів (в порівнянні з іншими бурятськими дацанами) — не менше 26. Недалеко проходив Читинський тракт, велася жвава торгівля, вся долина була забудована будинками і лавками бухарских євреїв, китайських торговців, російських і монгольських підприємців, тибетських паломників.
Серед здобувачів освіти в Анінському дацані варто зазначити XII Хамбо-ламу Ітігелова, який навчався тут протягом 23 років. З 1904 по 1908 роки настоятелем дацану (ширеете) був Намжил Лайдапов, згодом, в 1917—1919 роках, — 13-й Пандіто Хамбо-лама.
В радянські часи, в 1930-ті роки, дацан був закритий. Значну частину ченців розстріляли, будівлі піддалися руйнуванню або ж використовувалися як стайні, гаражі тощо.
З 1990-тих років ведеться відновлення Анінського дацану. Цоґчен-дуґану присвоєно статус об'єкта культурної спадщини регіонального значення. Нині дацан є першим в історії російського буддизму родиннородовим монастирським комплексом — навколо нього споруджено 108 субурганів — сховищ родоводів 108 сімей хорі-бурятів. Освячення субурганів відбулося у 2011 році й було присвячене 350-річчю добровільного входження Бурятії до складу Росії. Територія відновленого Анінського дацану займає 9 гектарів і буде розділена на 9 частин, які символізують 9 коштовностей, де буде зведено 17 дуганів.

## Галерея

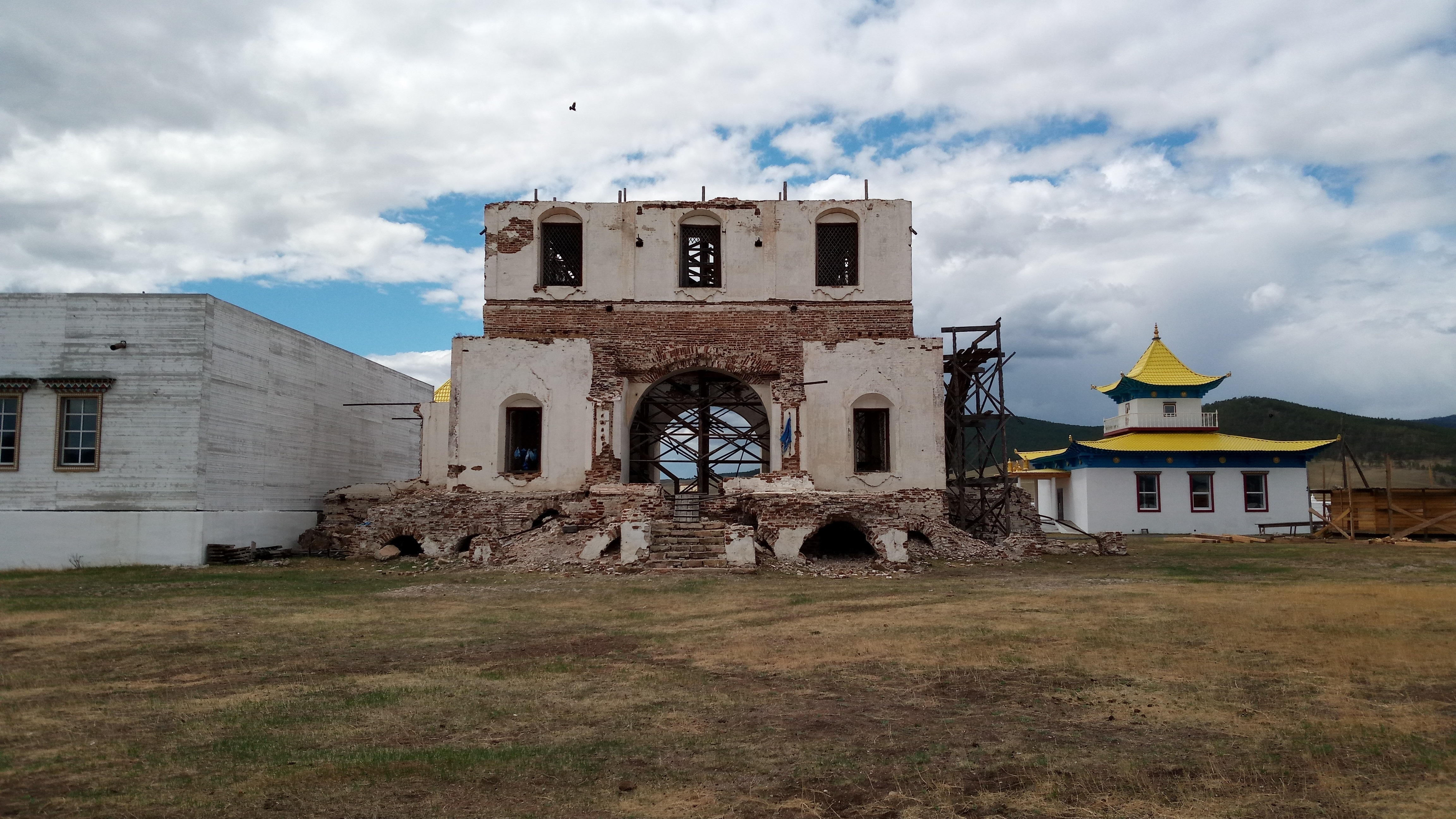
Руїни Цоґчен-дуґана
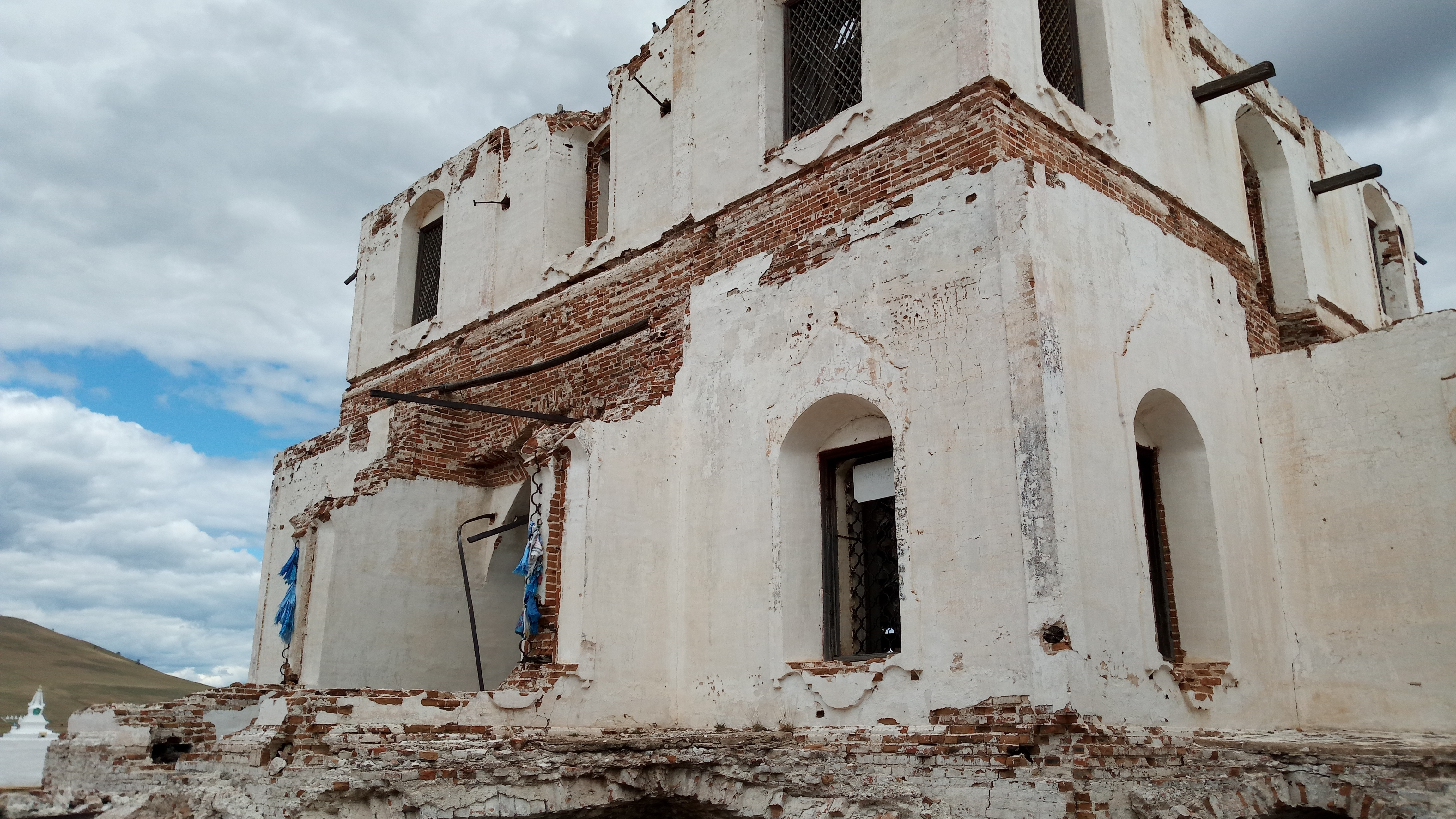
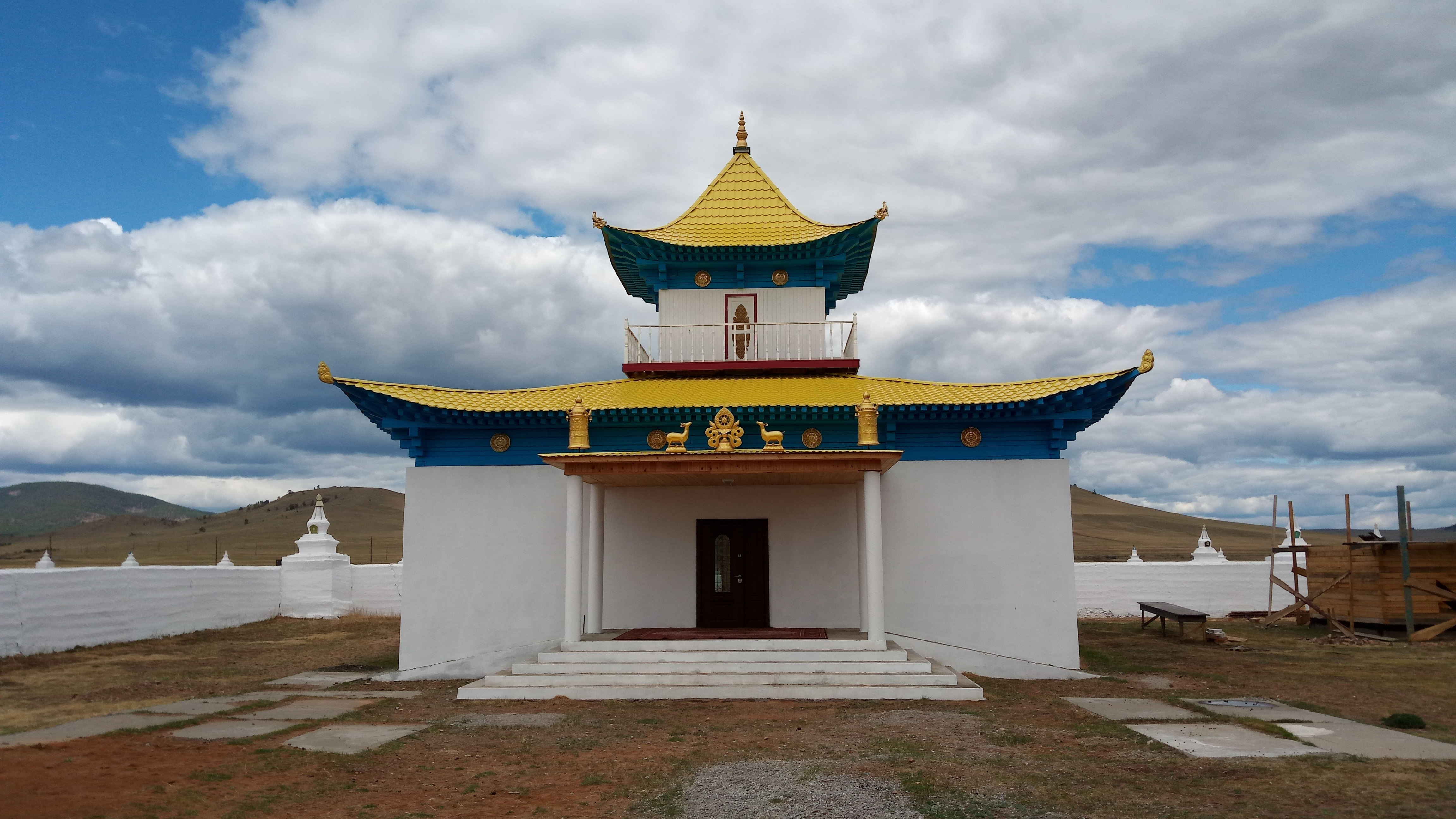
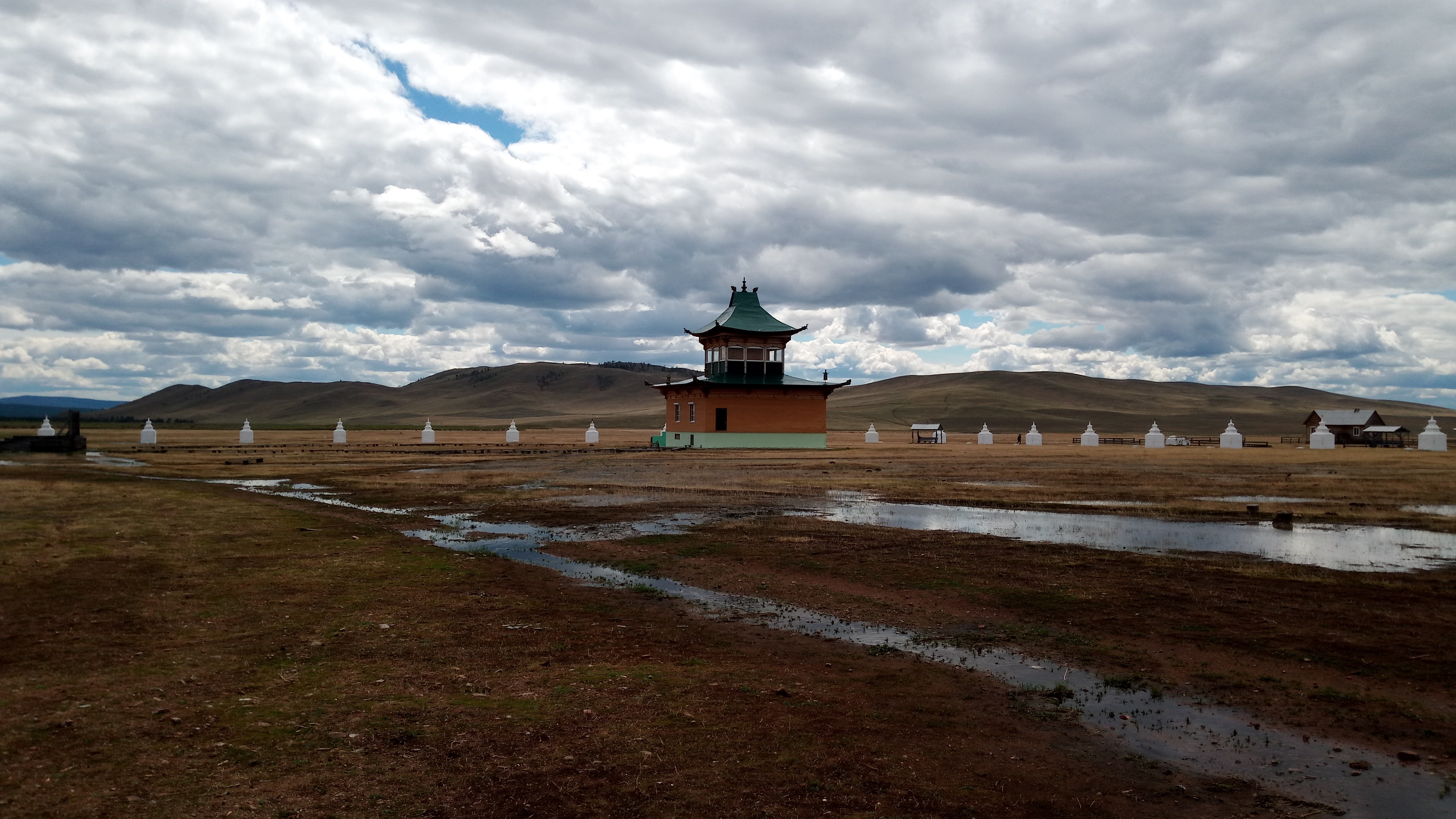
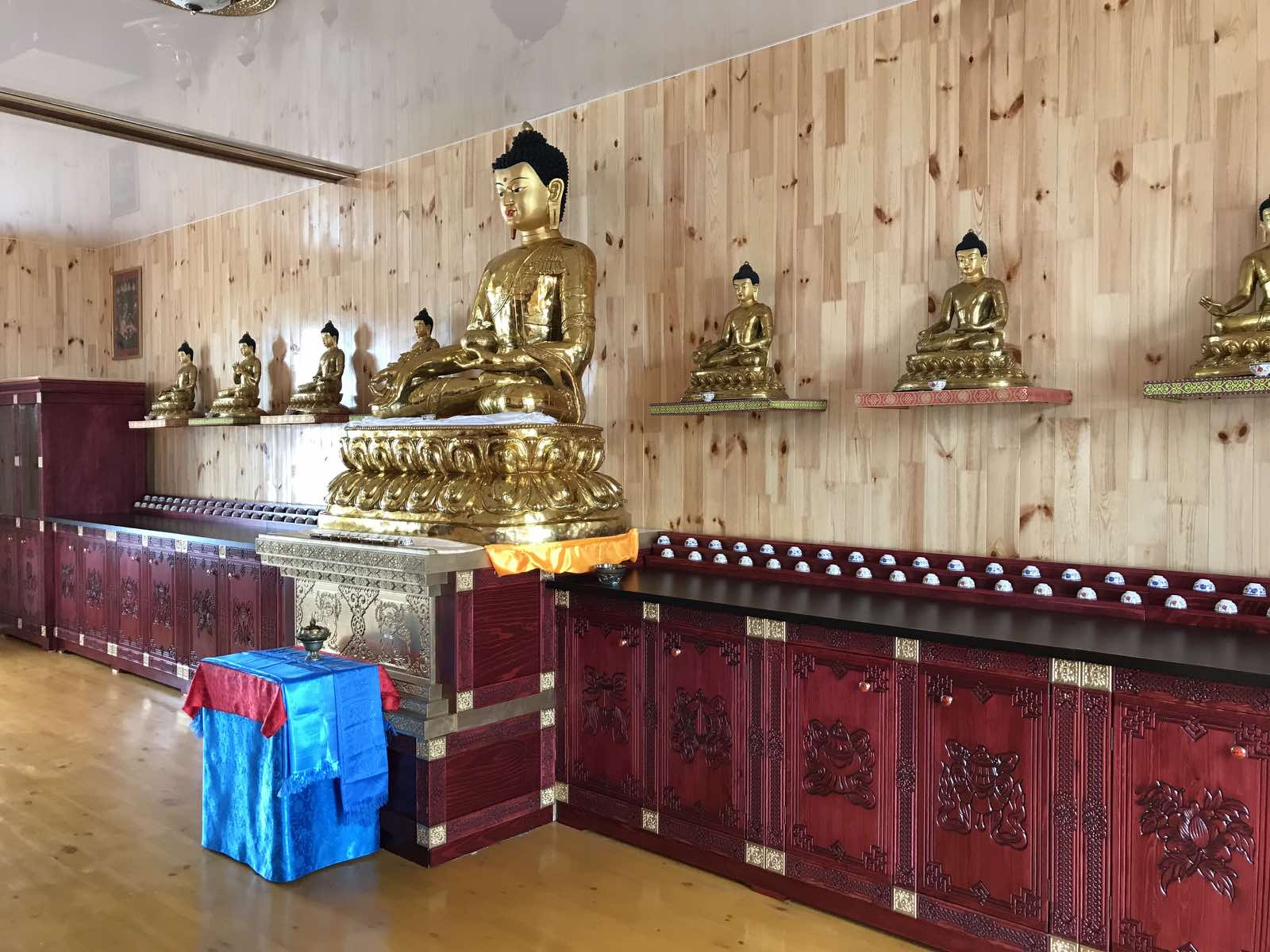
Всередині одного з відновлених дуґанів Анінського дацану